# Zwyczaje i uzanse dotyczące ilości towarów
Zwyczaje i uzanse dotyczące ilości towarów:
Ilość towaru jest jednym z podstawowych elementów kontraktu. Jest wyrażana w różnych miarach wagi i objętości, a także w miarach przestrzennych i sztukach. W handlu kupcy posługują się m.in. systemem metrycznym oraz anglosaskim.
W kontraktach dotyczących handlu towarami masowymi, ilość towaru jest określona tylko w przybliżeniu. Nawet przy ścisłym określeniu ilości towarów, przewiduje się dostawę z nadwyżką lub jego niedoborem.
Dopuszczalne odchylenia ilościowe określane są przez słowa "około" lub "circa" (about). Znaczenie tego terminu jest określone w kontrakcie jeśli inne zwyczaje lub uzanse handlowe nie określają tego w sposób ogólnie przyjęty. W przypadku handlu maszynami, urządzeniami oraz dobrami konsumpcyjnymi, nie przewiduje się odchyleń ilościowych, chyba że zostało to przewidziane w kontrakcie.
Pewne zwyczaje stosowane są w handlu w odniesieniu do niektórych rodzajów opustów od ceny, w szczególności bonifikat (refakcji). Sprzedawca przyznaje bonifikaty z tytułu różnic ilościowych w towarze nie wyrównywanych w naturze, z tytułu braków i odchyleń jakościowych przekraczające dopuszczalne normy oraz z tytułu zmian stanu towaru i ubytków naturalnych. 
Bonifikaty przyznawane z tytułu ubytków naturalnych lub zmian stanu towarów:
- calo lub decalo - (bonifikata z tytułu wysychania lub kruszenia się towaru)
- fusti - (bonifikata z tytułu zanieczyszczeń towaru obcymi ciałami)
- leakage - (bonifikata z tytułu wycieku płynu przez opakowanie)
- decort - (bonifikata za gorszy gatunek; w przypadku tekstyliów - brak pełnej miary w sztuce materiału)
- besemschon - (bonifikata z tytułu ubytków związanych z przyleganiem lepkiego towaru do opakowania)